# Aviron aux Jeux paralympiques d'été de 2020
Navigation
Rio de Janeiro 2016 Paris 2024
L'aviron aux Jeux paralympiques d'été de 2020 qui devaient initialement avoir lieu en août ont été reportées en 2021. Les épreuves se déroulent à Tokyo, plus précisément sur le canal de la Forêt de la Mer (Sea Forest Waterway ) dans la baie de Tokyo, le même site que pour les épreuves olympiques. 4 épreuves (1 masculine, 1 féminine, 2 mixtes) ont lieu avec 96 athlètes attendus pour y prendre part.

## Classification
L'aviron aux Jeux paralympiques comporte trois catégories de classification, indiquant le degré de la capacité fonctionnelle d'un rameur à concourir à une épreuve.
Les trois catégories sont :
- PR1 (anciennement AS) : athlètes ne pouvant se servir ni de leurs jambes, ni de leur tronc, uniquement de leurs bras et épaules.
- PR2 (anciennement TA) : athlètes n'ayant pas l'usage de leurs jambes.
- PR3 (anciennement LTA) : signifie « jambes, tronc et bras » (legs, trunk and arms), et indique que l'athlète est capable d'utiliser toutes ces parties de son corps pour ce sport. Cette catégorie inclut divers handicaps moteurs et physiques. Les handicaps mentaux sont inclus dans cette catégorie. Les handicapés visuels doivent se bander les yeux.

Un rameur peut concourir dans une catégorie supérieure, mais pas à un niveau inférieur : les rameurs AS et TA peuvent participer à des événements LTA, mais un athlète LTA ne peut participer à une course TA.

## Calendrier
| C | Jour de compétition | 4 | Nombre de finales |

| Jour de compétition (août / septembre) | Jour de compétition (août / septembre) | Jour de compétition (août / septembre) | Jour de compétition (août / septembre) | Jour de compétition (août / septembre) | Jour de compétition (août / septembre) | Jour de compétition (août / septembre) | Jour de compétition (août / septembre) | Jour de compétition (août / septembre) | Jour de compétition (août / septembre) | Jour de compétition (août / septembre) | Jour de compétition (août / septembre) | Jour de compétition (août / septembre) |
| Mar 24                                 | Mer 25                                 | Jeu 26                                 | Ven 27                                 | Sam 28                                 | Dim 29                                 | Lun 30                                 | Mar 31                                 | Mer 1                                  | Jeu 2                                  | Ven 3                                  | Sam 4                                  | Dim 5                                  |
| -------------------------------------- | -------------------------------------- | -------------------------------------- | -------------------------------------- | -------------------------------------- | -------------------------------------- | -------------------------------------- | -------------------------------------- | -------------------------------------- | -------------------------------------- | -------------------------------------- | -------------------------------------- | -------------------------------------- |
|                                        |                                        |                                        | C                                      | C                                      | 4                                      |                                        |                                        |                                        |                                        |                                        |                                        |                                        |

## Résultats

### Podiums

#### Hommes
| Épreuve   | Or                                   | Argent                          | Bronze                                  |
| --------- | ------------------------------------ | ------------------------------- | --------------------------------------- |
| Skiff PR1 | Roman Polianskyi (UKR) 9 min 48 s 78 | Erik Horrie (AUS) 10 min 0 s 82 | Rene Campos Pereira (BRA) 10 min 3 s 54 |

#### Femmes
| Épreuve   | Or                                    | Argent                            | Bronze                               |
| --------- | ------------------------------------- | --------------------------------- | ------------------------------------ |
| Skiff PR1 | Birgit Skarstein (NOR) 10 min 56 s 88 | Moran Samuel (ISR) 11 min 18 s 39 | Nathalie Benoit (FRA) 11 min 28 s 44 |

#### Mixte
| Épreuve            | Or | Argent                                                                                                   | Bronze                                                                                                 |
| ------------------ | --- | --- | --- |
| Deux de couple PR2 | Grande-Bretagne Laurence Whiteley Lauren Rowles 8 min 38 s 99                                                   | Pays-Bas Annika van der Meer Corne de Koning 8 min 43 s 85                                               | Chine Liu Shuang Jiang Jijian 8 min 49 s 43                                                            |
| Quatre barré PR2   | Grande-Bretagne Ellen Buttrick Giedrė Rakauskaitė James Fox Oliver Stanhope Barreur : Erin Kennedy 7 min 9 s 08 | États-Unis Allie Reilly Danielle Hansen Charley Nordin John Tanguay Barreur : Karen Petrik 7 min 20 s 13 | France Erika Sauzeau Antoine Jesel Remy Taranto Margot Boulet Barreur : Robin Le Barreau 7 min 27 s 04 |

### Tableau des médailles
| Rang  | Nation          | Or | Argent | Bronze | Total |
| ----- | --------------- | -- | ------ | ------ | ----- |
| 1     | Grande-Bretagne | 2  | 0      | 0      | 2     |
| 2     | Norvège         | 1  | 0      | 0      | 1     |
| 2     | Ukraine         | 1  | 0      | 0      | 1     |
| 4     | Australie       | 0  | 1      | 0      | 1     |
| 4     | États-Unis      | 0  | 1      | 0      | 1     |
| 4     | Israël          | 0  | 1      | 0      | 1     |
| 4     | Pays-Bas        | 0  | 1      | 0      | 1     |
| 8     | France          | 0  | 0      | 2      | 2     |
| 9     | Brésil          | 0  | 0      | 1      | 1     |
| 9     | Chine           | 0  | 0      | 1      | 1     |
| Total | Total           | 4  | 4      | 4      | 12    |